# 育英高校野球部わいせつ事件
育英高校野球部わいせつ事件（いくえいこうこうやきゅぶわいせつじけん）は、2006年（平成18年）6月19日に兵庫県明石市魚住町で起きた強制わいせつ事件（少年犯罪）。育英高等学校に通う硬式野球部員である男子生徒X（16）が部活動後の帰宅中、通りすがりの女子中学生Aに自転車同士の交通事故を装って因縁をつけ、スーパーマーケット敷地内のトイレに連れ込み、わいせつな行為をした。
第88回全国高等学校野球選手権大会の地方大会である全国高等学校野球選手権兵庫大会直前に相次いで起きた育英高等学校硬式野球部の不祥事の一つであり、本件に関連して日本高等学校野球連盟が硬式野球部の地方大会出場を認める応急措置を行った。Xは元々出場選手として登録されていないものの、育英高等学校が出場する試合で不祥事に関する野次が発生するなど、相次ぐ不祥事を起こす一方で出場を辞退しないことについて波紋を呼んだ。
育英高等学校は出場の正当性主張を一貫しつつも謝罪し、元阪神タイガース所属の藤村富美男の次男である藤村雅美野球部監督が引責辞任した。

## 事件概要
育英高等学校硬式野球部が出場する、2006年7月9日開幕の第88回全国高等学校野球選手権兵庫大会における14日の一回戦を控えた約一ヶ月前に事件は発生する。6月19日の20時頃から22時30分頃、兵庫県明石市魚住町にある1年生硬式野球部員の男子生徒X（16）宅近くの路上にて、Xが野球部の練習を終えて帰宅途中に、自転車に乗っていた面識のない10代の女子中学生Aに後ろから自転車で故意にぶつかった。Xは「足が痛い。自転車を運んでくれ」などと騒いで、追突事故により自身が負傷したと偽りX自身の自転車を運ぶように要求、付近のスーパーマーケット敷地内のトイレにAを連れ込んだ。Xはトイレ内でAの襟を掴み「大声を出すな。しばくぞ」と脅迫し、無理にX自身の体を触らせるわいせつな行為をした。Aと一緒にいたAの友人Bは110番通報し、Xは駆けつけた兵庫県警の明石警察署員にわいせつ行為を行った現場付近で緊急逮捕される。Xは強制わいせつ容疑を認め、6月中に家裁送致された。
Xの逮捕後、Xの両親は「迷惑をかけた。退学させたい」と学校側に話す。Xの保護者からは7月24日付で自主退学の申し出があり、Xの自主退学が24日付で承認された。26日には神戸家庭裁判所で第1回審判があり、裁判官は「事件の重大性、被害感情の大きさ、少年の性格から中等少年院送致が相当」と指摘し、Xの中等少年院送致とする保護処分が決定した。Xは非行事実の重大性を認め、少年院での更生を誓った。裁判官から収容期間に関する処遇勧告はなかったが、報道機関の見解では1年程度と推測された。

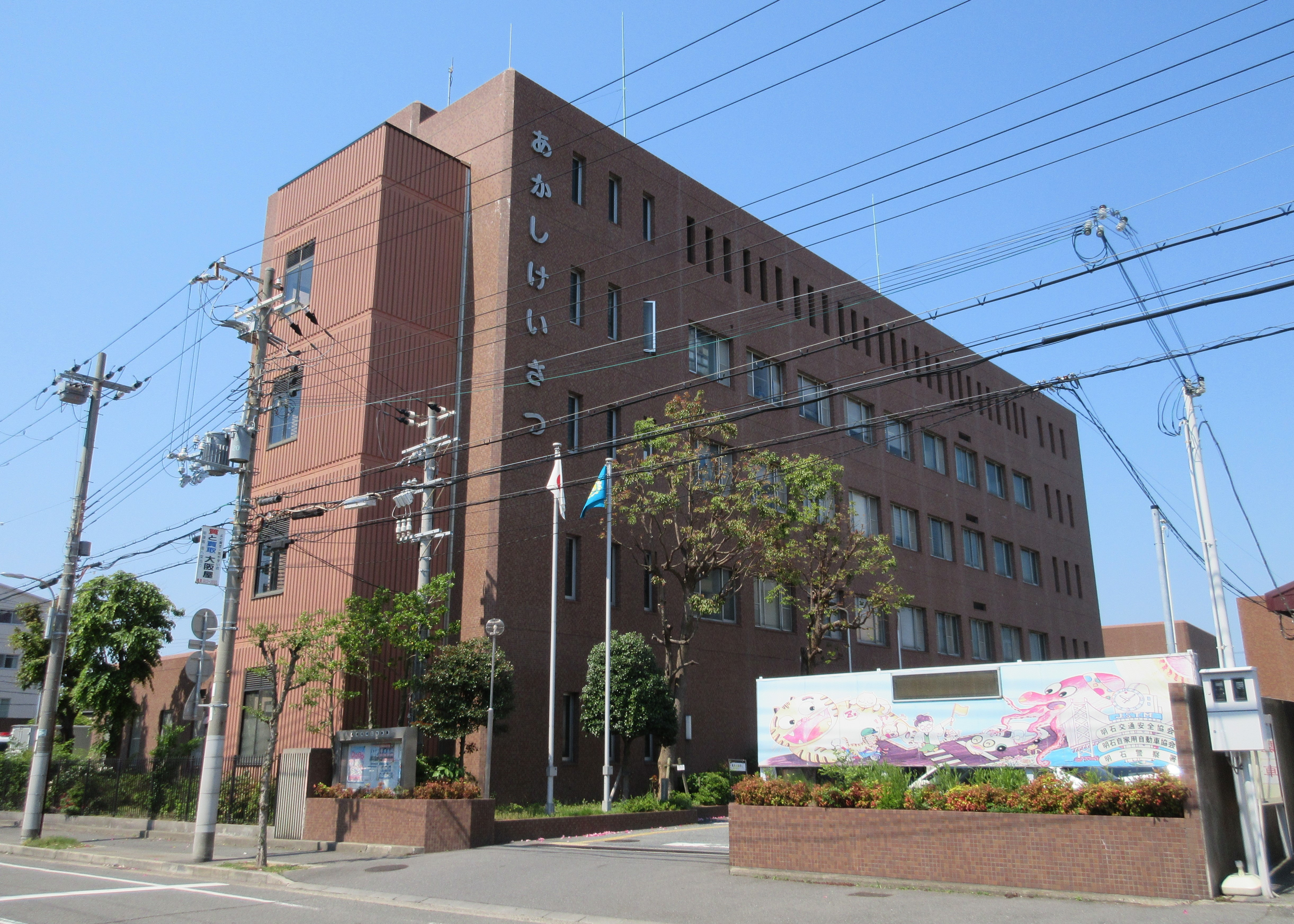
所轄の明石警察署
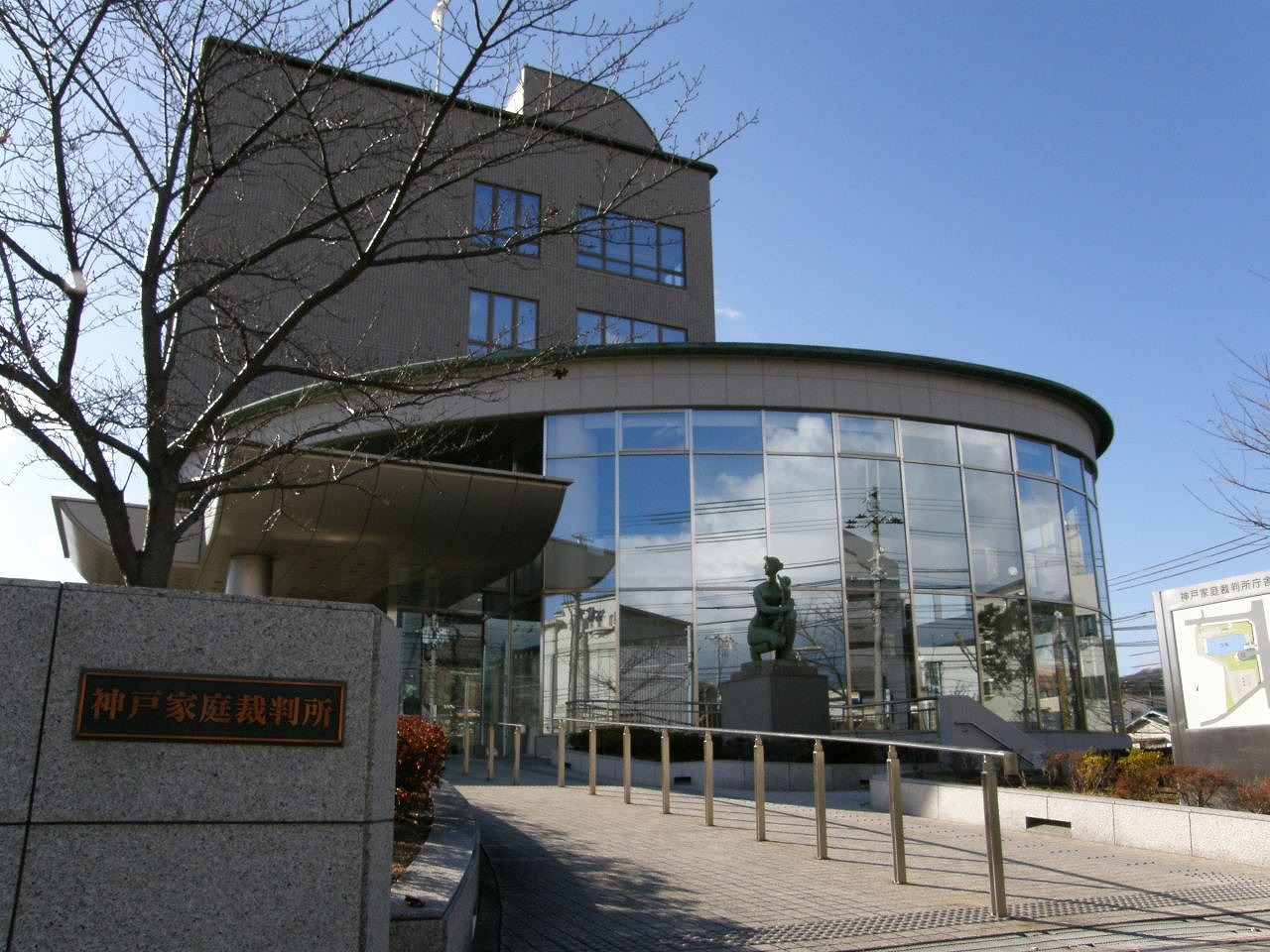
神戸家庭裁判所

### 地方大会直前発生のその他事件

#### 別の硬式野球部員の痴漢

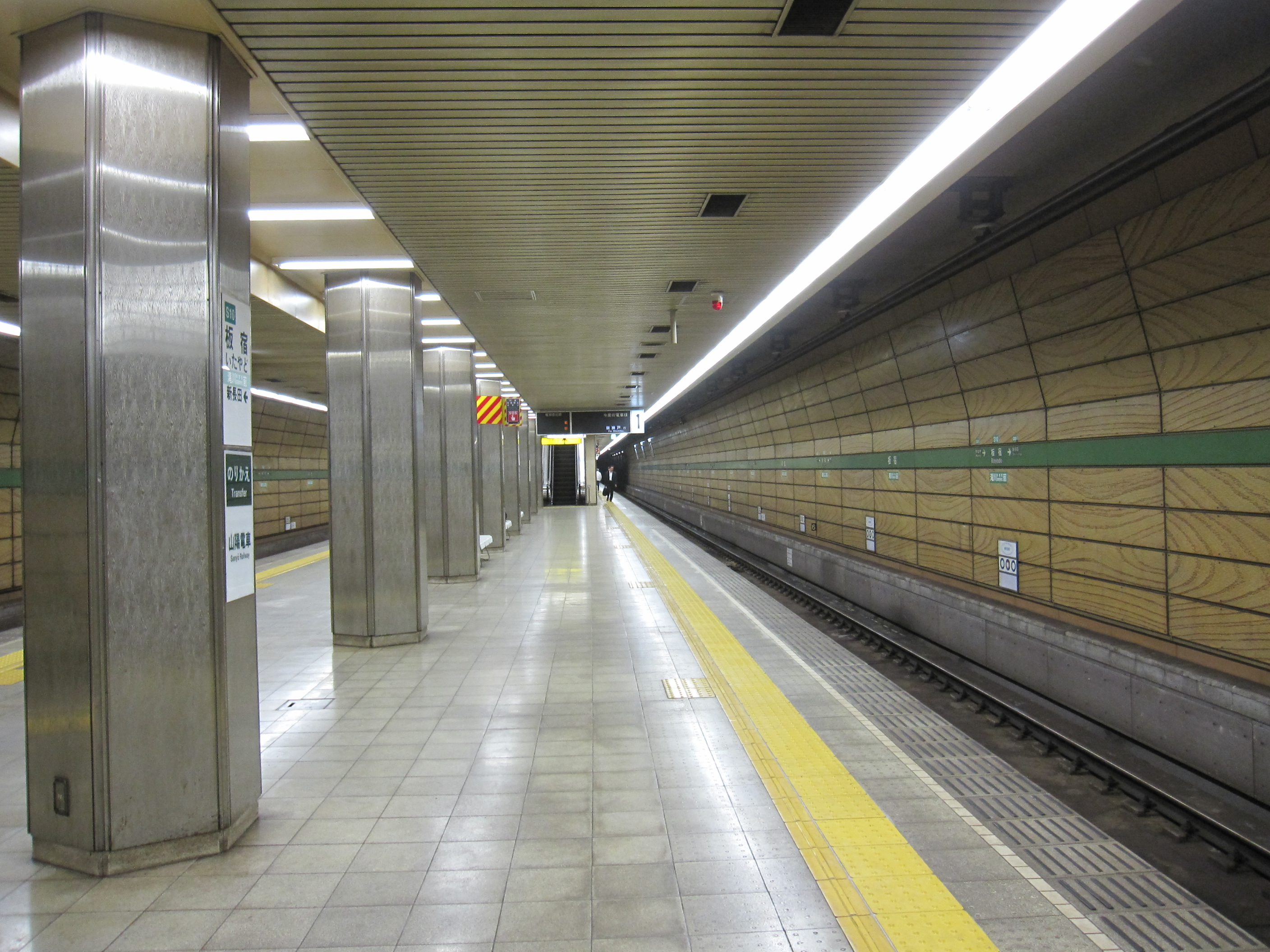
痴漢が発生した板宿駅のホーム（神戸市営地下鉄 のりば）。南側のエスカレーターが東隣りにある階段とは別に画像奥にエスカレーターを両側に置く階段がある。階段を上がると育英高等学校方面へ出る北出口1が近くにある。

1年生硬式野球部員の男子生徒X（16）によるわいせつ事件が報道された7月22日同日、学校関係者の証言によりXとは別に2年生硬式野球部員の男子生徒Y（16）が痴漢行為をしていたことが判明した。Yは5月上旬の登校中に育英高等学校の最寄り駅である神戸市営地下鉄西神・山手線の板宿駅構内におけるホームの階段で、すれ違いざまに通りがかりの若い女性会社員の胸や尻を触るなどの痴漢行為をしていたところを駅構内で巡回中の育英高等学校の教諭に発見される。その後本人の希望で自主退学した。Yは硬式野球部の練習についていけず、学校も休みがちだった。Yの痴漢行為については学校側は兵庫県高等学校野球連盟に報告を行っている。また7月23日の時点で既に硬式野球部は日本高等学校野球連盟より厳重注意処分を受けている。

#### 野球部長の体罰
5月20日に須磨区友が丘にある育英高等学校第2グラウンドの練習場で野球部長の男性教諭Zが3年生硬式野球部員の男子生徒Cの練習態度に腹を立て、頭部を殴ったことが7月13日の報道で判明する。Cに怪我はなかったが6月初めに兵庫県高等学校野球連盟宛に投書があり体罰が発覚、日本高等学校野球連盟は7月12日にZを有期の謹慎処分にした。育英高等学校は野球部長を交代させた。第88回全国高等学校野球選手権兵庫大会への出場は認められる。7月19日開催の日本学生野球協会審査室に上申され、審査室会議でZの1年間の謹慎処分が正式に決定した。

### 経過
| 月日             | 出来事 | 出来事 |
| ---------------- | --- | --- |
| 5月上旬          | 2年生硬式野球部員Yが板宿駅で痴漢                                                                                          | 2年生硬式野球部員Yが板宿駅で痴漢                                                                                                 |
| 5月20日          | 野球部長Zが3年生硬式野球部員Cに体罰                                                                                       | 野球部長Zが3年生硬式野球部員Cに体罰                                                                                              |
| 6月初め          | 県高野連にZの体罰についての投書                                                                                           | 県高野連にZの体罰についての投書                                                                                                  |
| 6月19日          | 1年生硬式野球部員Xが女子中学生Aにわいせつ行為                                                                             | 1年生硬式野球部員Xが女子中学生Aにわいせつ行為                                                                                    |
| 7月9日           | 第88回全国高等学校野球選手権兵庫大会開幕                                                                                  | 第88回全国高等学校野球選手権兵庫大会開幕                                                                                         |
| 7月12日          | 日本高野連より審査室会議前の処分としてZへの有期の謹慎処分                                                                 | 日本高野連より審査室会議前の処分としてZへの有期の謹慎処分                                                                        |
| 7月13日          | Zの体罰の件が神戸新聞社より報道                                                                                           | Zの体罰の件が神戸新聞社より報道                                                                                                  |
| 7月14日          | 第1回戦: 育英 - 淡路 | 第1回戦: 育英 - 淡路 |
| 7月18日          | 第2回戦: 育英 - 赤穂 | 第2回戦: 育英 - 赤穂 |
| 7月19日          | 審査室会議でZへの1年間の謹慎処分                                                                                          | 審査室会議でZへの1年間の謹慎処分                                                                                                 |
| 7月20日          | 上記謹慎処分の件が全国紙で報道                                                                                            | 上記謹慎処分の件が全国紙で報道                                                                                                   |
| 7月22日          | 午前 | Xのわいせつ事件が神戸新聞朝刊で報道 育英高等学校校長が会見を開く                                                                 |
| 7月22日          | 午後 | Xのわいせつ事件が全国紙で報道 校長と県高野連が日本高野連に訪れXの事件を報告 育英高等学校の出場が日本高野連より応急措置として認可 |
| 7月23日          | Yの痴漢の件が全国紙で報道                                                                                                 | Yの痴漢の件が全国紙で報道 |
| 7月24日          | 第3回戦: 育英 - 東播工 24日付でXが自主退学                                                                                | 第3回戦: 育英 - 東播工 24日付でXが自主退学                                                                                       |
| 7月26日          | 第4回戦: 育英 - 姫路工（育英敗退） 家裁でXの中等少年院送致の保護処分 育英高等学校が公式サイトに謝罪文を公表して改めて謝罪 | 第4回戦: 育英 - 姫路工（育英敗退） 家裁でXの中等少年院送致の保護処分 育英高等学校が公式サイトに謝罪文を公表して改めて謝罪        |
| 7月27日          | 藤村雅美野球部監督が育英高等学校に辞意を伝える                                                                            | 藤村雅美野球部監督が育英高等学校に辞意を伝える                                                                                   |
| 7月28日 以前不詳 | 藤村監督が引責辞任 | 藤村監督が引責辞任 |
| 7月29日          | 藤村監督の後任に野球部コーチが29日付で就任                                                                                | 藤村監督の後任に野球部コーチが29日付で就任                                                                                       |
| 7月31日          | 第88回全国高等学校野球選手権兵庫大会閉幕                                                                                  | 第88回全国高等学校野球選手権兵庫大会閉幕                                                                                         |
| 8月6日           | 第88回全国高等学校野球選手権大会開会式                                                                                    | 第88回全国高等学校野球選手権大会開会式                                                                                           |
| 8月21日          | 第88回全国高等学校野球選手権大会閉会式                                                                                    | 第88回全国高等学校野球選手権大会閉会式                                                                                           |
| 10月5日          | 審査室会議でXのわいせつ事件による硬式野球部への警告処分                                                                   | 審査室会議でXのわいせつ事件による硬式野球部への警告処分                                                                          |
| 10月6日          | 上記警告処分の件が全国紙で報道                                                                                            | 上記警告処分の件が全国紙で報道                                                                                                   |

## 地方大会出場可否における主張・見解
7月22日に日本高等学校野球連盟より第88回全国高等学校野球選手権兵庫大会への硬式野球部の出場を認める応急措置が決定した。わいせつ事件を起こした1年生硬式野球部員の男子生徒X（16）は元々出場選手として登録されていない。
育英高等学校
- 校長

相次ぐ不祥事に「家裁の判断が下ってから対応を考える」と述べる。「被害者には申し訳なく思っているが、出場辞退は考えていない」「入学して間もない個人の犯行で硬式野球部全体が連帯責任を負うことはおかしい」と主張している他「生徒は一生懸命練習してきた。試合に出させてやりたい」と一貫して出場を望んでいる。
1年生硬式野球部員の男子生徒X（16）のわいせつ事件において世間への公表及び日本高等学校野球連盟への報告が遅れた件については、神戸家庭裁判所の少年審判の結果を待っていたこと、従来から不祥事発覚時は兵庫県高等学校野球連盟に口頭で逐一報告していたことを主張し、日本高等学校野球連盟から不祥事を隠蔽するつもりはなかったことを弁明している。
兵庫県高等学校野球連盟
- 理事長

選手個人の問題なのでチームに罰則を与えることにはならないとして地方大会出場に支障はないとした。6月19日の事件発生から間もなく兵庫県警察が育英高等学校に連絡を行った後、家裁の審判後に再度報告するように育英高等学校に要請した。
日本高等学校野球連盟
- 副会長（審議委員長[27]）

7月22日現状では詳細不明のため出場可否の判断ができないとして引き続き出場することは差し支えないとする他、被疑者以外の部員が関与しておらず、被害者とその家族に誠心誠意謝罪する学校の意向が確認できたとして、出場辞退までは求めない措置を決めた。
- 参事

忌まわしい事件ではあるが部員個人の非行であり硬式野球部全体の責任にはならないとした。

## 事件後

### 試合中の野次
7月24日に淡路球場において第88回全国高等学校野球選手権兵庫大会の3回戦があり、育英高等学校硬式野球部は不祥事発覚によって気落ちした様子で兵庫県立東播工業高等学校との試合に挑む。22日の練習前のミーティングで藤村雅美野球部監督は「一生懸命に野球をするしかない」と落ち込む選手を鼓舞するも、選手は動揺を隠しきれなかった。育英高等学校が10対1の大量リードを奪ったまま試合終盤に差し掛かる7回目、突然一人の男性が観客席から「ここらへんで辞退せえ」といった不祥事に関する野次を大声で飛ばし、球場が一時騒然とした。試合はそのまま10対1の7回コールドで育英高等学校が圧勝した。
校歌を歌い終えた育英ナイン一同に笑顔はなく、試合後にバスに向かっている最中もただ敗者のように下を向いていた。このとき報道陣が詰め寄ったが野球部コーチに「今日は勘弁してやってください」と止められ、選手にインタビューすることはできなかった。試合後の育英ナインはチーム関係者に終始守られるまま淡路球場を後にした。試合後に藤村監督は「批判は当たり前です。我慢しないといけない。せっかく頂いたチャンスに応えないといけない」「選手たちにも聞こえていた。これからも中傷はあるだろう。耐えていかないと野球はできない」と語っている。

### 学校による謝罪文

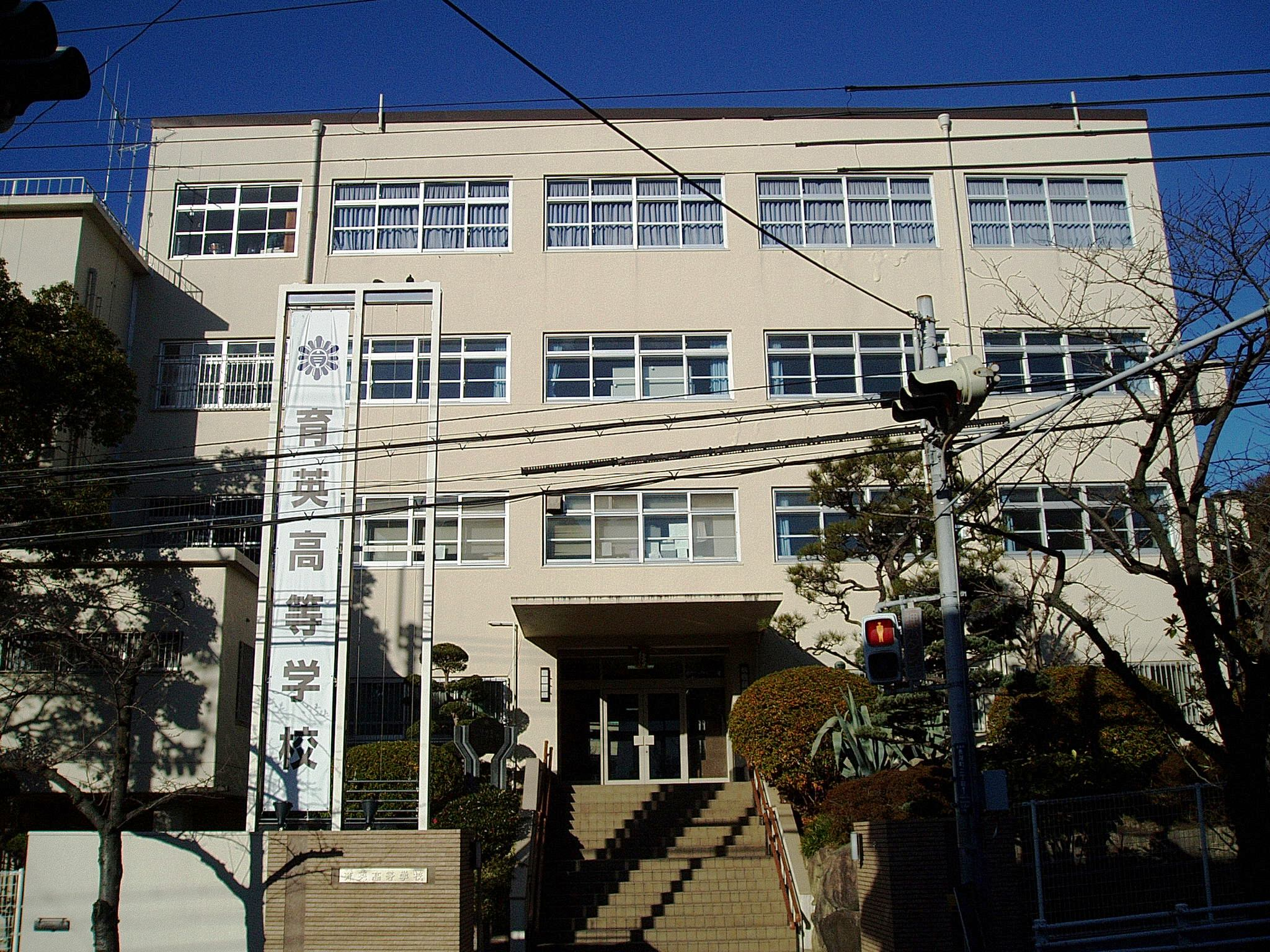
事件の対応に追われた育英高等学校。2004、2005年にも軟式野球部の暴行・喫煙で日本学生野球協会にそれぞれ対外試合禁止・警告処分を受けている。

7月22日の報道を通して育英高等学校校長は「被害者やその家族と連絡が取れ次第、学校として謝罪を尽くし、今後の野球部員の指導のあり方を見直す」と謝罪する。7月26日には第88回全国高等学校野球選手権兵庫大会の4回戦があり育英高等学校は兵庫県立姫路工業高等学校にサヨナラ負けをし敗退、同日に元1年生硬式野球部員の元男子生徒X（16）の中等少年院送致の保護処分が神戸家庭裁判所より決定されるとともに、育英高等学校は謝罪文を公式サイトに掲載し、改めて謝罪する。被害者とその家族、在校生の保護者、OB、高校野球関係者、高校野球ファンに向けての謝罪とともに、従来から不祥事発覚時は兵庫県高等学校野球連盟に口頭で逐一報告していたことを主張し、日本高等学校野球連盟より隠蔽する意図はなかったことを弁明した。また「入学して間もない個人の不祥事のため全部員が連帯して責任を負い地方大会出場を辞退するのは如何か」と主張する一方で生徒と教職員の規範意識の醸成に努めることを書き綴っており、その後約5年間、硬式野球部は2011年の野球部監督による部員への暴力行為で日本学生野球協会に9月8日謹慎処分を下される件まで、不祥事が発覚することはなかった。

### 藤村雅美野球部監督の引責辞任

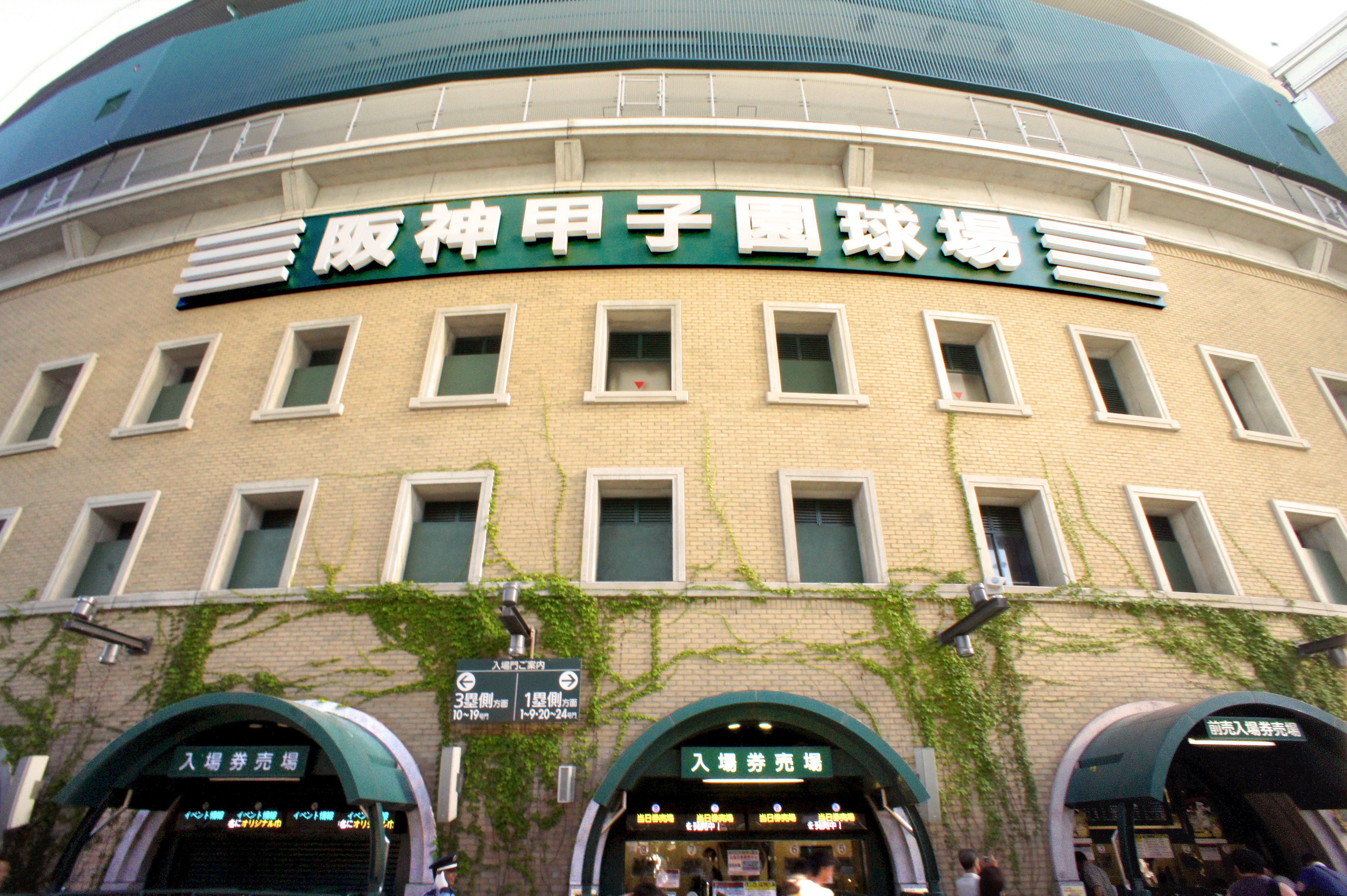
選抜大会が行われた甲子園球場。藤村一家は親子3代7人に渡って春夏の出場を果たすなど、甲子園に縁が深かった。藤村監督は育英高等学校就任後においても硬式野球部を3度、甲子園出場に導いている。

元阪神タイガース所属の藤村富美男の次男である藤村雅美野球部監督は7月26日の4回戦敗退後、翌27日に育英高等学校に辞意を伝える。一連の不祥事の責任を取り、28日までに野球部監督を辞任、後任の監督には野球部コーチが29日付で就任した。藤村元監督は2007年春に病床に伏しており、その後10月26日に脳梗塞により亡くなった後の報道で、事件後に一連の騒動に関して「精神的に疲れ果てた」と回想していたことが判明している。病に倒れる直前の3月、法政大学における先輩にあたる高知中学高等学校の岡本道雄野球部長が第79回選抜高等学校野球大会に出るため、甲子園入りした際に藤村元監督も練習グラウンドに駆けつけ「もう一度、現場でやりたい」と野球指導者としての復帰の意思も口にしていた。

### 日本学生野球協会の硬式野球部への処分
日本学生野球協会は10月5日、東京都内で行われた審査室会議で、1年生硬式野球部員の男子生徒X（16）のわいせつ事件における正式な処分を決定する。硬式野球部に「部員の強制わいせつ行為」の名目で警告処分が下された。

### 本件に類似した性犯罪事件
- 女子高生コンクリート詰め殺人事件（1988年 - 1989年） - 犯人である少年らが自転車で走行していた未成年の女子学生に暴行を加え、拐かした上で性的行為に及び殺害した[40]。
- 作新学院高校硬式野球部わいせつ事件（2012年） - 第94回全国高等学校野球選手権大会中に帰宅中の硬式野球部員が16歳の少女に対し、強盗・強姦行為をした[41][42]。日本高野連は過去に類似事例で出場を認めてきたとして、事件以降における作新学院高等学校の試合出場を容認したが、試合中の甲子園球場に不祥事に関する脅迫の電話があった[43]。
- 早稲田実業学校高等部野球部わいせつ事件（2019年、2023年） - 短期間のうちに同一高校の硬式野球部において別件で複数回、性犯罪に関する不祥事が発生したことが報道に取り上げられた[44]。